# 神林大介
神林 大介（かんばやし だいすけ、1979年11月10日 - ）は、日本のプロレスのレフェリー。神奈川県横浜市出身。全日本プロレス所属。血液型A型。既婚。

## 経歴
横浜市立平沼小学校、横浜市立岡野中学校、横浜市立戸塚高等学校卒業。実家は高島町駅近くで運送業を営んでいた。中学校までは野球少年で清原和博のファン。小学校の同級生に、富士通フロンティアーズ で活躍したアメリカンフットボール選手の倉品真（元日本代表）がいる。
大学卒業後、全日本プロレス営業部に入社。その後、レフェリーを志しリングスタッフとして興行部に異動。高校時代は体操部として活躍し、その経験を生かし機敏なレフェリングを心がけている。 
2010年10月9日、宮崎県都城市体育会館の征矢学 vs 大和ヒロシ戦でデビュー。
元々は営業スタッフだったが、極度の人見知りという致命的欠陥を抱える。
2013年7月、新たに就いた白石伸生社長に反発し、全日本プロレスを退団。WRESTLE-1に移籍。2020年4月1日、WRESTLE-1の活動休止により、フリーに転向。
現在の目標は河野真幸が出場する新潟プロレスに参戦すること。
2023年4月1日、全日本プロレスに再入団。

## 人物
- 口癖は、「俺は大卒だぞ！」で、ニコプロ民からは嫌われている。
- ニコプロの企画で横浜市内にある自宅がお宅紹介ロケに登場した。
- 趣味は昼寝、人の不幸を笑うこと。
- 好きな食べ物は家系ラーメン、お子様ランチ、嫌いな食べ物は塩辛、納豆、漬物、シーザーサラダ。
- エヴァンゲリオンをこよなく愛する。
- 中学生の時、同級生の頭にゲンコツをしたところ、同級生の頭は無傷だったが神林本人は指を骨折する大ケガをしてしまった。
- 元WRESTLE-1の太嘉文は神林のレフェリングに信頼を置いていたという。
- 男に厳しく女性に優しい。
- 弟と妹がいる。成人後にも関わらず、妹から小遣いを貰っていた。